# Eschyle
Ne doit pas être confondu avec Eschyle d'Alexandrie.
Œuvres principales
- L’Orestie
- Les Perses
- Les Sept contre Thèbes

Eschyle (en grec ancien Αἰσχύλος / Aiskhúlos), né à Éleusis (Attique) vers 525 av. J.-C., mort à Géla (Sicile) en 456 av. J.-C., est le plus ancien des trois grands tragiques grecs. Précédé par d'autres dramaturges, il participe à la naissance du genre tragique grâce à certaines innovations, comme le nombre d'acteurs qu'il porte à deux selon Aristote. Treize fois vainqueur du concours tragique, il est l'auteur d'environ 110 pièces dont sept seulement nous ont été transmises.
Le théâtre d'Eschyle est essentiellement remarqué pour sa force dramatique, la tension, l'angoisse qui habite ses pièces, dont la cohérence se comprend surtout par la progression qui les reliait au sein de trilogies « liées », dont ne subsiste aujourd'hui que l’Orestie. S'il ne développe pas la psychologie des personnages, ses choix lui permettent de mettre en valeur ses conceptions puissantes sur l'équilibre de la cité, le dégoût de l’hybris qui met en danger cet ordre, et le poids de la décision des dieux dans la conduite des affaires humaines, notamment à travers le sort militaire, ou la malédiction familiale (dans le cas de Thèbes avec les Labdacides et d'Argos avec les Atrides).

## Éléments biographiques
La vie d'Eschyle est très mal connue. Né d'un certain Euphorion, vers 525 av. J.-C., à Éleusis en Attique, ville des mystères en l'honneur de Déméter auxquels il est initié, il appartient à la classe noble des Eupatrides, une grande famille athénienne. Il est témoin dans sa jeunesse de la fin de la tyrannie des Pisistratides à Athènes. Contemporain des guerres menées contre les Perses, il prend part à dix ans d'intervalle à la bataille de Marathon en 490 av. J.-C., en compagnie d'ailleurs d'au moins un de ses frères, Cynégire, qui fut d'ailleurs l'un des héros de cette guerre,, et à celle de Salamine en 480 av. J.-C. Cette période de guerre à l'issue heureuse marqua durablement Eschyle, lui inspirant huit ans plus tard Les Perses (472 av. J.-C.), sa plus ancienne tragédie conservée, et imprégnant plus généralement le reste de son œuvre. La première victoire d'Eschyle au concours tragique se place en 484 av. J.-C., mais sa carrière devait être entamée dès l'an 500 av. J.-C.. Sur un total d'environ cent dix pièces, il n'en subsiste aujourd'hui que sept. Six d'entre elles sont représentées entre 472 et 458 av. J.-C., dans l'Athènes de Périclès : Les Perses (472), Les Sept contre Thèbes (467), Les Suppliantes (peut-être 463) et l'Orestie, sa treizième et dernière victoire (458). Eschyle rejoint ensuite la Sicile (où il s'est déjà rendu, à l'invitation du tyran de Syracuse Hiéron, après la représentation des Perses). C'est peut-être là qu'il compose le Prométhée enchaîné dont l'attribution même reste douteuse. Il meurt à Géla en 456 av. J.-C., selon la légende en recevant une tortue sur la tête, lancée par un rapace qui aurait pris son crâne chauve pour un caillou apte à briser la carapace,. Selon Pline l'ancien un oracle aurait prédit au poète qu'il mourrait à la suite de l'effondrement d'un bâtiment, il aurait alors préféré dormir à l'extérieur ; la carapace de la tortue serait alors le bâtiment de la prophétie.

## Les pièces

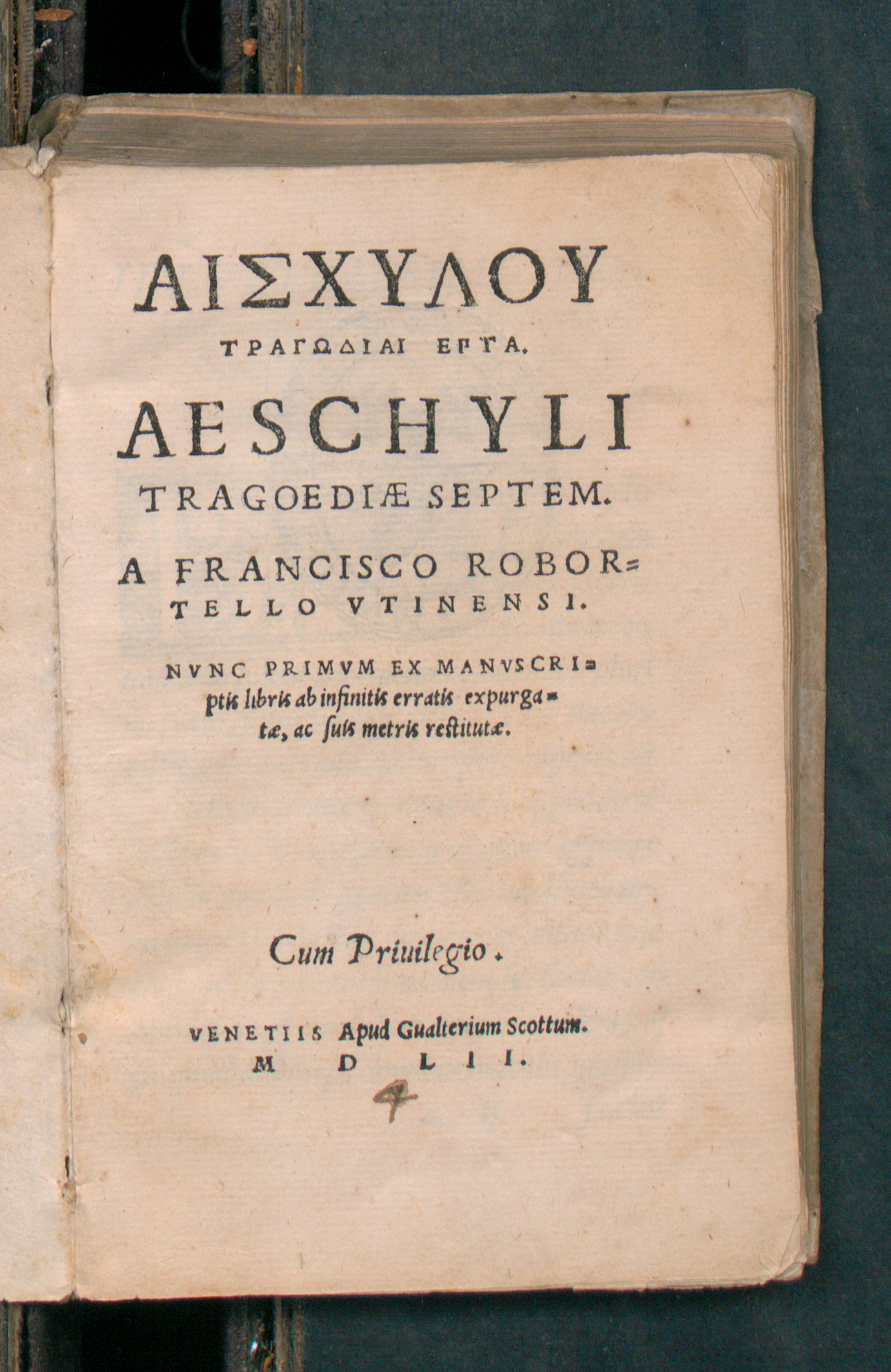
Aischylou. Tragôdiai epta / Aeschyli Tragoediæ septem [Les sept tragédies d'Eschyle]. Pour la première fois expurgées d'une infinité d'erreurs à partir des livres manuscrits et rendues à leur métrique. Par Francisco Robortello, d'Udine. Venise, Chez Gautier Scotto, 1552.

Eschyle est l'auteur de 90 tragédies et de vingt drames satyriques, il remporte sa première victoire au concours en 484 av. J.-C. (il est treize fois victorieux au total). Il compte parmi ses rivaux Pratinas, Phrynichos le Tragique, Chérilos d'Athènes, et plus tard le jeune Sophocle qui le bat en 468 av. J.-C. Sept pièces d'Eschyle seulement nous sont parvenues. Certaines de ses pièces disparues ne sont connues que par leur titre (Iphigénie, Philoctète, Pénélope, Les Mysiens, Les Femmes thraces, Les Salaminiennes), ou parfois par des fragments comme dans le cas de Niobé ou des Myrmidons. L'existence de certaines autres pièces ne peut être que supposée, par exemple pour le Prométhée délivré et le Prométhée porte-feu qui auraient pu compléter le Prométhée enchaîné dans le cadre d'une trilogie.

### Les Perses
Cette pièce (Πέρσαι / Pérsai) représentée en 472 av. J.-C. fait à l'origine partie d'une tétralogie qui remporte le concours. Les quatre pièces la composant ne sont sans doute pas liées et seraient les suivantes : Phinée (sur ce roi thrace tourmenté par les Harpyes et cité dans la légende des Argonautes) précède Les Perses, puis viennent Glaucos de Potnies (sur ce fils de Sisyphe dévoré par ses chevaux aux jeux funèbres de Pélias), et enfin un drame satyrique, Prométhée. Le chorège d'Eschyle est le jeune Périclès. La pièce relate la bataille de Salamine du point de vue des Perses défaits de Xerxès : elle joue donc sur un paradoxe, en présentant une catastrophe ressentie comme un triomphe par le public athénien. Il s'agit de la seule tragédie grecque à sujet historique qui ait subsisté.

### Les Sept contre Thèbes
Représentés au printemps 467 av. J.-C., Les Sept contre Thèbes (Ἑπτὰ ἐπὶ Θήϐας / Heptà epì Thếbas), étaient probablement la troisième pièce d'une trilogie thébaine (les deux premières étaient un Laïos et un Œdipe), complétée par un drame satyrique : La Sphinx. Eschyle obtint cette année-là le prix. Étéocle attend l'attaque des sept chefs contre Thèbes, parmi lesquels son frère exilé Polynice et prépare la défense thébaine. La pièce est menée par un chœur de Thébaines terrifiées par l'imminence de la tuerie. Celles-ci constatent la mort des rois frères, qui vérifie la malédiction d'Œdipe, et leurs lamentations concluent la trilogie sur la malédiction de Laïos et de ses descendants. Eschyle omet donc l'épisode des Épigones qui réalise dans le mythe l'oracle d'Apollon : ce dernier avait prédit la perte de Thèbes, et non de la race de Laïos. Une fin apocryphe, inspirée de l'Antigone de Sophocle et annonçant la désobéissance de cette dernière, est insérée dans certaines éditions de la pièce.

### Les Suppliantes
Les Suppliantes (Ἱκέτιδες / Hikétides) furent représentées sous l'archontat d'Archédémidès, en 464-463 av. J.-C.. La pièce était peut-être la première d'une trilogie dont la deuxième pièce se serait intitulée Les Égyptiens et la troisième Les Danaïdes. Un drame satyrique l'aurait complétée, intitulé Amymone. Les suppliantes sont les Danaïdes qui forment le chœur, personnage principal de la tragédie : leur nombre est de cinquante, ce qui a longtemps conduit à considérer la pièce comme la plus ancienne conservée d'Eschyle, hypothèse depuis invalidée. Les filles de Danaos, poursuivies par les fils de son frère Égyptos, les Égyptiades, sont venues à Argos demander refuge et protection auprès de Pélasgos : ce dernier l'accepte et s'attire les prières des Danaïdes, mais les Égyptiades approchent et la guerre menace.

### L’Orestie
Cette trilogie représentée en 458 av. J.-C. comprend les pièces suivantes : Agamemnon (Ἀγαμέμνων / Agamémnôn), qui met en scène le retour du roi de Mycènes après la guerre de Troie, et son meurtre par Clytemnestre ; Les Choéphores (Χοηφόροι / Khoêphóroi), du nom des porteuses de libations qui accompagnent Électre sur la tombe d'Agamemnon où elle retrouve Oreste revenu d'exil pour venger son père et tuer Clytemnestre et son amant Égisthe, double meurtre qui conclut la pièce ; et Les Euménides (Εὐμενίδες / Eumenídes), qui montrent Oreste poursuivi par les Érinyes qui demandent vengeance après le matricide, jusqu'à ce qu'Athéna saisie par Apollon, protecteur d'Oreste, ne remette le jugement de ce dernier à un nouveau tribunal qu'elle instaure, l'aréopage. Oreste est finalement acquitté à égalité de voix, proclame sa reconnaissance et sa fidélité à Athènes, et les Érinyes passent un pacte avec Athéna et deviennent les protectrices de la cité, d'où leur nouveau nom d'Euménides ou « Bienveillantes ». L’Orestie, qui remporta le concours en 458, est le seul exemple de trilogie qui soit parvenu intact jusqu'à nous. Il permet de mieux saisir l'architecture dramatique très cohérente qui conduisait ces ensembles, et les conceptions qui en sous-tendaient la progression. Il faut notamment rappeler les allusions d'Eschyle à l'actualité athénienne : l'aréopage, dont il attribue la fondation à Athéna, et qui permet le dénouement de la trilogie, avait connu peu avant les bouleversements de la réforme d'Éphialtès.

### Prométhée enchaîné
Cette pièce (Προμηθεὺς δεσμώτης / Promêtheùs desmốtês) est la plus problématique d'Eschyle : l'année de représentation est inconnue, même si le style semble proche de l’Orestie, donc tardif, et si certains traits font penser à la Sicile où Eschyle finit sa vie. L'attribution même du Prométhée enchaîné est discutée. On suppose en tout cas que cette pièce aurait été la première d'une trilogie liée, suivie de deux autres Prométhée : Prométhée délivré et Prométhée Porte-feu. Les hypothèses à ce sujet permettent également de rechercher une cohérence et un sens qui semblent manquer si l'on considère la pièce comme isolée. Tout distingue cette pièce des autres : les personnages sont tous divins, la scène se passe en un lieu désert, à l'extrémité du monde, au bord de l'océan. Héphaïstos, sur ordre de Zeus, ici représenté par ses serviteurs Pouvoir (Kratos) et Force (Bia), vient clouer Prométhée à un rocher pour le punir d'avoir livré le feu aux hommes. Prométhée voit alors défiler diverses divinités : le chœur des Océanides évoque le pouvoir tyrannique du jeune roi des dieux, et Prométhée leur énumère les bienfaits qu'il a rendus aux hommes. Puis arrive Io, poursuivie par le taon, et qui se lamente ; Prométhée sait que d'elle doit être issu celui qui le libérera (Héraclès). Eschyle mêle également au mythe de Prométhée un autre mythe lié au cycle d'Achille : il fait du Titan le gardien du secret selon lequel Thétis serait destinée à enfanter un fils plus puissant que son père. Or Zeus convoite Thétis. Ceci permet à Prométhée de braver Zeus, qui envoie Hermès lui soutirer ce secret. Prométhée refuse et Hermès lui annonce sa punition : la foudre de Zeus l'ensevelira sous les roches effondrées et son aigle viendra lui ronger le foie pour le faire céder.

### Pièces perdues
Seuls les titres et quelques fragments d’autres pièces d’Eschyle sont parvenus jusqu’à nous. Nous avons assez de fragments de certaines pièces (avec des commentaires faits par les auteurs et scholiastes plus tardifs) pour en produire des résumés approximatifs.
Les Myrmidons. - Cette pièce prend pour base les chants IX et XVI de l’Iliade d’Homère. Achille reste dans une indignation silencieuse à cause de l’humiliation faite par Agamemnon dans une grande partie de la pièce. Les ambassadeurs mandatés par l’armée grecque tentent de le réconcilier avec Agamemnon, mais il ne cède qu’à son ami Patrocle, qui combat alors les chevaux de Troie dans l’armure d'Achille. La bravoure et la mort de Patrocle sont rapportées dans le discours d’un messager, qui est suivi par le deuil.
Les Néréides. - Cette pièce est tirée des chants XVIII, XIX et XXII de l’Iliade, on y suit les filles de Nérée, le dieu de la mer, qui se lamentent sur la mort de Patrocle. Dans cette œuvre un messager dit comment Achille, peut-être réconcilié avec Agamemnon et les Grecs, tua Hector.
Les Phrygiens, ou La Rançon d’Hector. - Dans cette pièce, Achille s’asseoit en silence pour pleurer sur le corps de Patrocle après une brève discussion avec Hermès. Celui-ci apporte alors au Roi de Troie Priam, qui réussit à vaincre Achille et la rançon du corps de son fils dans un spectaculaire coup de théâtre. Une échelle est portée sur scène et le corps d’Hector est placé dans un plateau et de l’or dans l’autre. La danse dynamique du Chœur des Troyens quand ils entrent avec Priam est rapportée par Aristophane.
Niobé. - Les enfants de Niobé, l’héroïne, ont été tués par Apollon et Artémis parce que Niobé jubilait d’avoir plus d’enfants que leur mère, Léto. Niobé reste assise en silence dans un deuil silencieux pendant une grande partie de la pièce.

## Le théâtre d'Eschyle

### Aspects formels
Ne connaissant pas les pièces des auteurs antérieurs à Eschyle, ni de ses contemporains jusqu'à Sophocle, il est difficile de saisir les spécificités et les innovations éventuelles de son théâtre. On sait qu'Aristote lui attribue le passage à deux acteurs. À ce sujet, il est cependant assez difficile d'imaginer que certaines tragédies d'Eschyle aient pu n'être interprétées que par deux acteurs. On suppose dès lors, soit qu'il fut le premier à innover en ce sens, soit, si Aristote ne se trompe pas, qu'il avait adopté l'innovation du jeune Sophocle. Par ailleurs, on peut relever que le théâtre d'Eschyle repose très peu sur la psychologie des personnages : s'il laisse une très large place au chœur, ses pièces privilégient quoi qu'il en soit les événements, l'impression dramatique destinée à marquer les spectateurs. L'œuvre d'Eschyle est, selon les mots de Jacqueline de Romilly, avant tout « immédiate et concrète. Car il n'analyse pas. Les idées qu'exprime son théâtre se dégagent toutes seules, sous le coup de l'anxiété, à peine claires, brusques comme des révélations. […] Eschyle aime montrer ». Les longs chants du chœur ont par conséquent un but d'efficacité dramatique, « cherchant, dans l'angoisse, le sens de l'action en cours ». L'ampleur de cette construction dramatique déborde en fait du strict cadre de la pièce : Eschyle organise ses tragédies en trilogies cohérentes, notamment en trilogies « liées », c'est-à-dire par un thème ou même par une intrigue comme dans l'exemple de l’Orestie. Il passe d'ailleurs pour l'inventeur de la trilogie liée. De même, il maîtrise la forme et la tord à son gré, favorisant les changements de rythme ou utilisant le kommos. Cette composition permet à Eschyle de créer un monde d'angoisse et des images intenses avec « une violence de sentiments et une force à peine soutenables ».

### La Cité face aux désordres
L'enjeu des tragédies d'Eschyle est presque toujours l'ordre civique : hormis le Prométhée enchaîné, toutes les pièces se déroulent dans la cité, devant le palais royal ou un lieu sacré, et la tragédie naît de la remise en cause de l'ordre. Comme le fait remarquer Pierre Vidal-Naquet, « l'auteur tragique déplace, inverse, parfois supprime l'ordre politique. Ce sont les écarts qui créent la mise en évidence, ou, au sens étymologique du mot, la mise en scène ». Le principal risque qui menace la cité est la guerre. Presque toutes les tragédies conservées d'Eschyle la relatent (Les Perses, Les Sept contre Thèbes), la suivent (l’Orestie) ou la précèdent (Les Suppliantes) : l'évocation de la guerre, vivante, obsédante, est une caractéristique bien connue du théâtre d'Eschyle qui « résonne à chaque instant du bruit de la guerre », par le truchement de descriptions détaillées, terrifiantes. Mais cette évocation n'est jamais gratuite : « les maux de la masse, ces maux anonymes, traçant tout un réseau de souffrance et de deuil, servent surtout à rehausser la responsabilité des chefs, dont le rôle est précisément d'éviter à leurs peuples de telles épreuves ». Eschyle a le souci de montrer ce besoin d'un chef lucide, et donne aussi bien l'exemple du bon roi : Darius est ainsi donné en exemple, en contrepoint de son fils ; l'Étéocle, des Sept marque la survie de la cité comme priorité : « Zeus, Terre, dieux de ma patrie, et toi, Malédiction, puissante Érinys d'un père, épargnez du moins ma cité » ; enfin le Pélasgos des Suppliantes a beau accéder aux prières des Danaïdes, cela ne l'empêche pas de réaffirmer la priorité de l'enjeu civique : « Puissent-elles, ces étrangères, ne pas être une cause de ruine pour nous, et puisse une guerre inattendue ne pas sortir de ceci. Certes, notre ville n’en a pas besoin ». Les exemples négatifs existent aussi, comme Xerxès bien sûr dans Les Perses. Agamemnon de son côté est victorieux mais coupable d'avoir mené une guerre injustifiée, excessive, et d'avoir consenti au sacrifice d'Iphigénie. Ces maux, le chœur les dénonce tout au long de la première pièce de l’Orestie : les souffrances de la guerre ont pour cause « une femme qui fut à plus d'un homme », « une impudique ». En somme Eschyle montre sa préoccupation pour la morale politique et sa répugnance pour l’hybris, que celle-ci soit une hybris de la conquête, du tyran, ou du peuple indiscipliné. Cette préoccupation du bon chef et de l'ordre civique est remarquable. « Dans tous les mythes qu'il emprunte au fond épique […] il introduit ce personnage collectif de la cité, essentiel dans sa propre expérience mais anachronique dans la légende ». Et si l’Orestie semble n'avoir pour véritable enjeu que la race des Atrides, ce n'est qu'un procédé de la part d'Eschyle. Car la conclusion des Euménides, qui met en scène l'aréopage, ne pouvait que résonner d'une façon très particulière dans le public athénien : la trilogie représentée en 458 fait certainement écho aux réformes d'Éphialtès qui réduisent en 461 le rôle du tribunal, notamment son influence politique, sans qu'on puisse toutefois nettement saisir si ce final constitue une apologie ou une critique de la réforme.

### «La tragédie de la justice divine»
La répugnance d'Eschyle pour l’hybris ne se traduit pas que par la dénonciation des humains, mais également par le rôle des dieux dans les tragédies. Leur poids dans les événements, et dans la punition de la démesure, fait de l'œuvre d'Eschyle, selon Jacqueline de Romilly : « la tragédie de la justice divine » par excellence. Le poids des dieux dans la défaite de Xerxès est ainsi souligné dans Les Perses : c'est Até, divinité de l'erreur, qui égare le roi et qui le punit, d'après le messager (« c'est un dieu dès lors qui nous a détruit notre armée ») ; Darius revenu d'entre les morts ne dit pas autre chose en réponse à la reine « Un dieu sans doute avait touché ses esprits. — Terrible dieu, pour l'avoir à ce point aveuglé ! ». Les dieux ont pris le parti d'Athènes et font basculer le conflit, comme le constate le messager : « les dieux protègent la ville de Pallas ». Ce thème de la punition de l’hybris se retrouve dans Les Suppliantes, lorsque celles-ci affirment : « Zeus précipite les mortels du haut de leurs espoirs superbes dans le néant » ou, plus loin, en priant le dieu : « Éloigne de ta race la démesure mâle, digne objet de ta haine, et dans la sombre mer plonge le Malheur aux flancs noirs ». On retrouve ce poids de la décision divine dans les autres pièces d'Eschyle. Dans Les Sept, Étéocle attribue par avance le succès thébain aux dieux dans sa prière introductive, relayé ensuite par le chœur. Plus encore, Étéocle introduit le thème de la malédiction et de son accomplissement avant le combat contre son frère, mais se résigne : « Aux malheurs que les dieux envoient nul ne saurait échapper ». La malédiction, justement, nourrit l'ensemble de l’Orestie et s'étend de génération en génération, illustrée par une série de meurtres. Celui d'Iphigénie est un sacrifice, mais un sacrifice corrompu qui entraîne la série criminelle : selon un renversement qui rappelle la filiation dionysiaque, les meurtres sont dès lors dépeints eux-mêmes comme sacrifice,, ainsi que celui de la vengeance (celle de Clytemnestre contre Agamemnon, celle d'Oreste contre sa mère, celle des Érinyes contre le meurtrier). Et l’hybris est là encore la cause de la malédiction, comme le souligne Pierre Vidal-Naquet : « Clytemnestre l'avait suggéré cyniquement : une guerre qui ne respecte pas les dieux des vaincus serait une guerre dangereuse pour les vainqueurs. Agamemnon le dira plus clairement encore en décrivant la prise de Troie : la vengeance a été ὑπερκότως, sans commune mesure avec le meurtre d'Hélène ». C'est pourquoi dans l’Orestie, selon les mots de Jacqueline de Romilly, la justice divine « confère à chaque événement une portée supérieure et donne à chaque geste un prolongement chargé de sens, puisqu'elle lui permet de s'inscrire dans une série plus longue et le rattache à une volonté transcendante ». Plus précisément, selon Jean-Pierre Vernant, « Ēthos, le caractère, daímōn, la puissance divine, tels sont donc les deux ordres de réalité où s'enracine chez Eschyle la décision tragique ». Or, l’Orestie débouche sur un conflit entre divinités, au terme des Euménides : Apollon soutient Oreste, vengeur de son père, mais les Érinyes crient vengeance contre le matricide. Oreste est acquitté par l'aréopage institué par Athéna. Or c'est bien cette dernière qui fait pencher le jugement en faveur de l'accusé et met fin au désordre. « Le jugement reste en fait indécis. L'acquittement n'est obtenu que par un artifice de procédure après qu'Athéna, par son vote, a rétabli l'égalité des voix pour et des voix contre Oreste ». La justice divine l'emporte sur la justice humaine, et c'est elle qui rétablit enfin l'ordre. Reste une nouvelle fois le cas du Prométhée enchaîné. Celui-ci semble de prime abord faire exception, la pièce se jouant entre immortels et ne semblant pas affirmer le principe de la justice divine. Mais la plupart des analyses se fondent sur les hypothèses qui concernent le Prométhée délivré qui devait suivre. Pour Jacqueline de Romilly c'est la naissance de la justice divine chez Zeus qu'Eschyle mettrait là en scène tandis que Paul Mazon suppose que Prométhée pouvait faire dans la pièce disparue « l'aveu de sa faute, ou, du moins, une acceptation du sort qui lui était fait désormais ». Le Prométhée délivré offrait sans doute la clé de la cohérence qui devait conduire la trilogie, et qui ne peut aujourd'hui plus faire l'objet que de suppositions.

## Postérité

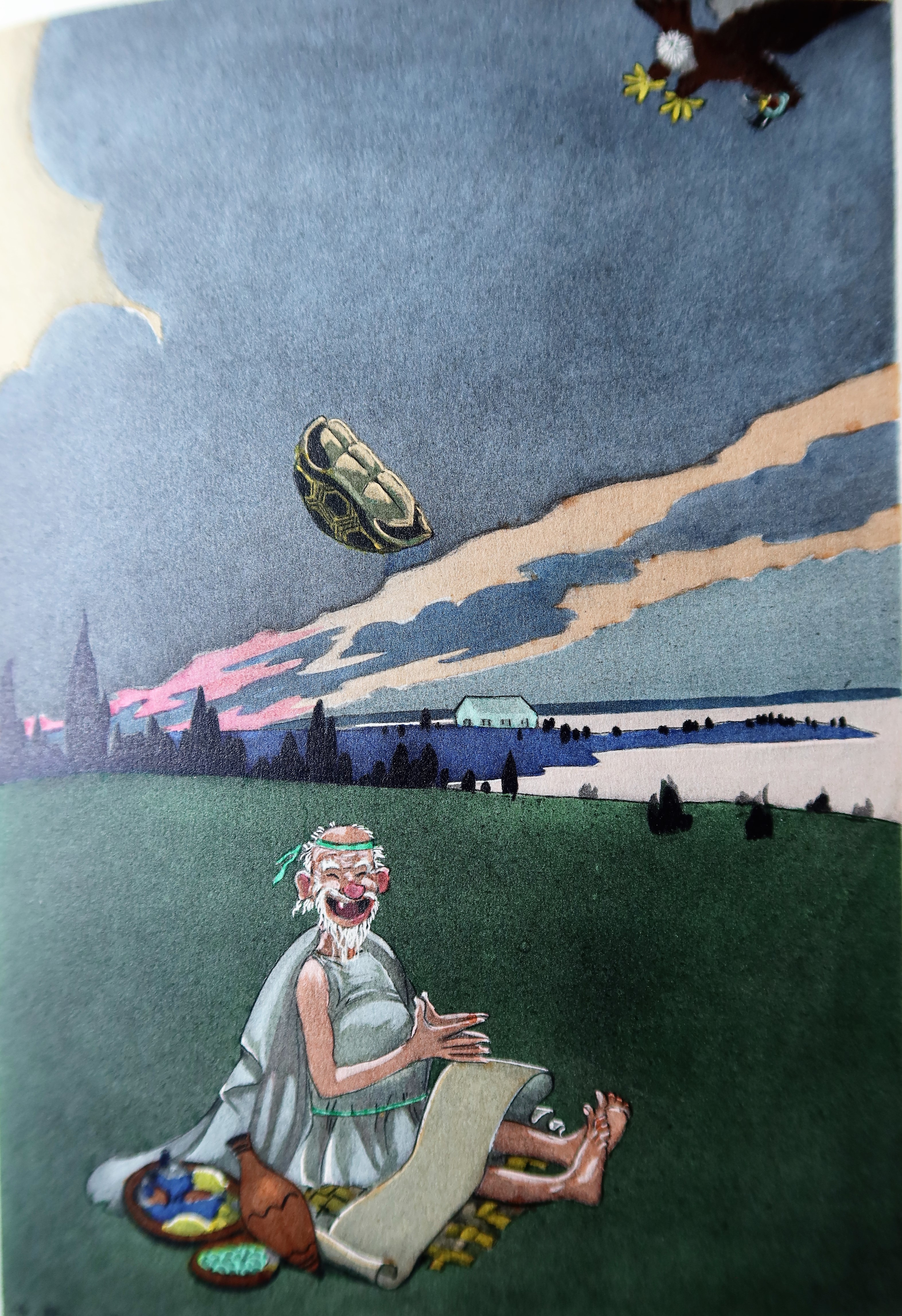
L'anecdote selon laquelle Eschyle serait mort d'une carapace de tortue est reprise jusque dans la pop culture anglo-saxonne comme dans Small Gods de Terry Pratchett. Illustration de Jacques Touchet.

La gloire d’Eschyle est immense. Ses pièces ont été imprimées et se sont répandues dès les premières années du XVIe siècle. Le poète anglais John Milton s'inspire de lui dans son Samson Agonistes. Mais la grandeur de son théâtre, son style noble et sublime où la vie concrète se mêle à une profonde ferveur religieuse selon le caractère propre de l'archaïsme, a déplu aux époques classiques : Jean Racine prend pour modèle Euripide et ne cite Eschyle qu'une seule fois. Au XIXe siècle, avec la révolution du romantisme, c'est Victor Hugo qui se fait le chantre du génie d'Eschyle, qualifié de « poëte hécatonchire, magnifique et formidable. […] Eschyle n’a aucune des proportions connues. Il est rude, abrupt, excessif, incapable de pentes adoucies, presque féroce, avec une grâce à lui qui ressemble aux fleurs des lieux farouches. […] Eschyle est le mystère antique fait homme ; quelque chose comme un prophète païen. Son œuvre, si nous l’avions toute, serait une sorte de Bible grecque ».
Victor Hugo lui rend hommage dans le poème « Suite », des Contemplations :
"Quand un livre jaillit d'Eschyle ou de Manou,
Quand Saint Jean à Patmos écrit sur son genou,
On voit parmi leur vers, plein d'hydres et de stryges,
Des mots monstres ramper dans ces œuvres prodiges."
En 1893, Paul Claudel traduit l'Agamemnon d'Eschyle ; dans son poème Eve, Charles Péguy
évoque « le gigantesque Eschyle » dont le chant préfigure la parole de Jésus et anticipe la beauté chrétienne ; la philosophe Simone Weil elle aussi analysant l'œuvre d'Eschyle, voit dans « l'histoire de Prométhée enchaîné comme la réfraction dans l'éternité de la passion du Christ. Prométhée est l'agneau égorgé depuis la fondation du monde ».